# Kodeks 0205
Kodeks 0205 (Gregory-Aland no. 0205) – grecko-koptyjski kodeks uncjalny Nowego Testamentu na pergaminie, paleograficznie datowany na VIII wiek. Do naszych czasów zachowały się dwie karty kodeksu. Przechowywany jest w Cambridge.

## Opis
Oryginalny rękopis zawierał prawdopodobnie pełny tekst Listów Pawła, z których do dziś zachowały się tylko dwie karty, z tekstem Listu do Tytusa 2,15b-3,7 (tekst grecki) i 2,11 - List do Filemona 15 (tekst koptyjski). Karta kodeksu ma rozmiar 32 na 22,5 cm. Język koptyjski reprezentuje dialekt saidzki. Tekst grecki stanowi tylko 15% fragmentu. Nie jest to typowy bilingwiczny rękopis, na pierwszej stronie pierwsza kolumna oraz siedem pierwszych linijek drugiej kolumny jest w języku greckim, od tego miejsca następuje tekst koptyjski.
Tekst pisany jest dwoma kolumnami na stronę, w 35 linijkach w kolumnie, 12-13 liter w linijce.

## Tekst
Fragment reprezentuje aleksandryjską tradycję tekstualną. Kurt Aland zaklasyfikował go do kategorii II.

## Historia

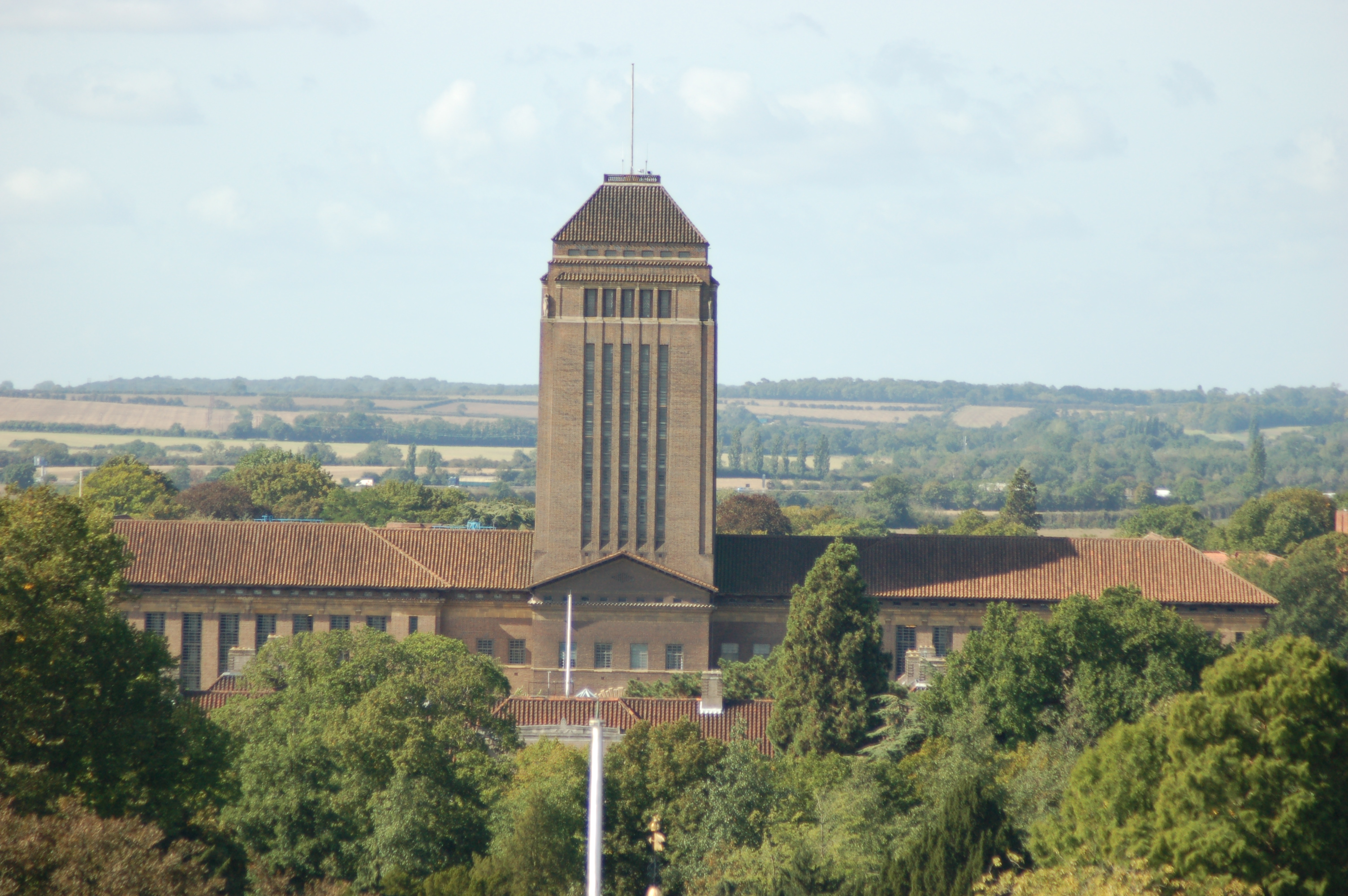
Cambridge University Library

INTF datuje rękopis na VIII wiek. J. M. Plumley proponował VII albo VI wiek.
Na listę rękopisów Nowego Testamentu wciągnął go Ernst von Dobschütz w 1933 roku, oznaczając go przy pomocy siglum 0205.
Rękopis znaleziony został w Białym Klasztorze.
James Keith Elliott skolacjonował jego tekst.
Rękopis przechowywany jest w bibliotece Cambridge University (Or. 1699 II x) w Cambridge.